# داونلی
داونلی (به انگلیسی: Downley) یک روستا و محله مدنی در بریتانیا است که در ویکام واقع شده‌است. داونلی ۲٬۲۴۴ نفر جمعیت دارد.